# Chaláfská kultura

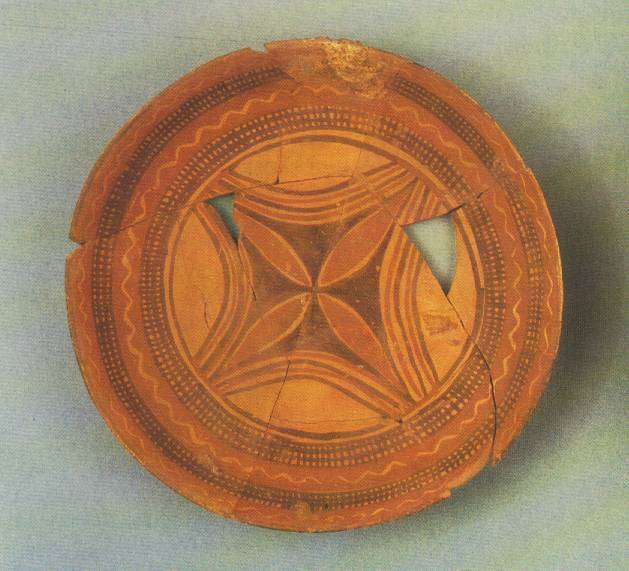
Talíř z Tell Chaláfu

Chaláfská kultura je archeologická kultura v severní Mezopotámii z období středního chalkolitu, která se objevuje asi na konci 6. tisíciletí př. n. l. a ve 2. polovině 5. tisíciletí je postupně nahrazena severní variantou obeidské kultury. Je nazvána podle naleziště Tell Chaláf (arab. تل حلف) ve východní Sýrii, kde bylo její ohnisko a odkud se šířila k západu, východu a severu. Význam této kultury je v tom, že základem života společnosti byla poprvé na Blízkém východě zemědělská výroba.
Chaláfská kultura následovala v severním Iráku předchozí chassunskou kulturu, která ještě náležela pozdnímu neolitu. Je datována zhruba do let 5050 - 4300 př. n. l. Její nejvýznamnější lokality jsou kromě Tell Chaláfu Tell Šagar Bazar, Tell Brak a Tell Asvád v Sýrii, Karchemiš a Tell Turlu na horním Eufratu, Tilki-tepe u jezera Van, ve vlastní Mezopotámii Tell Chassuna, Arpáčija, Ninive a Tepe Gaura.

## Tell Chaláf
Lokalita Tell Chaláf leží poblíž vesnice R'as al 'Ayn v údolí řeky Chábúr, tvořící současnou hranicí s Tureckem. Jak nazývali původní obyvatelé svoji osadu není známo, dnešní označení Tell Chaláf lze přeložit jako „vrch vytvořený z bývalého města“.
Tell Chaláf byl objeven r. 1899 německým diplomatem baronem Maxem von Oppenheimem, který zdejší oblast zkoumal s ohledem na plánovanou stavbu Bagdádské dráhy. V té době byla Sýrie pod tureckou svrchovaností. Oppenheim se vrátil k průzkumu místa v letech 1911–1913 a znovu 1929, kdy už Sýrie byla pod správou Francie. Mnoho nálezů Oppenheim nechal odvézt do Berlína. Roku 2006 začal nový průzkum Tell Chaláfu, syrsko-německou expedici Skorpionentor vedou Lutz Martin (Vorderasiatisches Museum Berlín), Mirko Novák (Univerzita Tübingen), Jörg Becker (Univerzita Halle) a Abd al-Masih Bagdo za syrské ředitelství starověkých památek.
M. von Oppenheim založil před 2. světovou válkou v Berlíně speciální muzeum Tell Chaláfu, ale to bylo úplně zničeno spolu s většinou artefaktů při bombardování Berlína na konci války. Byla to jedna z nejhorších ztrát v historii architektury. Zachráněný zbytek byl restaurován a uložen ve sbírkách Pergamonského muzea. Další trosky se opravují postupně a projekt záchrany má být hotov v roce 2008.

## Architektura
Pro chaláfskou kulturu je typická kulatá stavba tholos s tlustou zdí z lepenice (směs bláta a slámy) na kamenných základech. Tholy jsou nejlépe prozkoumány z Arpáačije a Tell Turlu. V Arpáačiji (vrstvy 10, 9) má tholos průměr mezi 4 až 7 metry, v Tell Turlu je již větší, průměr má 10 metrů, navíc má obdélníkovou předsíň o délce postupně až 19 metrů. Místnost byla zřejmě sklenutá a měla snad sedlovitou střechu. Šlo o obytné domy, spojené (v Tell Turlu) s obilnicemi, pecemi a ohništi.
Chrám je v tomto období znám z Tell Asvádu, šlo o obdélníkovou stavbu, na jejímž čelním místě byly umístěny býčí rohy. V poslední vrstvě v Arpačijji (6) již nenacházíme tholy, uprostřed obce je rozsáhlý dům se dvorem s keramickou pecí. Mohl to být také chrám, třebaže původní známky ukazovaly spíše na dům nějakého předáka, obchodníka a současně hrnčíře. Ulice v Arpáačiji byly dlážděny a vedly jimi kanály.

## Keramika
Keramika je již velmi dokonalá a umožňuje chaláfskou kulturu rozdělit do tří stupňů. V prvním stupni nacházíme naturalistické náměty (stáda zvěře, táhnoucí ptáci, škorpióni, osli, leopard, had, ale i muži, tanečnice). Tento stupeň je typický pro původní, tedy syrskou oblast chaláfské kultury. Ve druhém stupni přichází chaláfská kultura i do horní Mezopotámie a keramika se postupně geometrizuje. Jde o šachovnice, trojúhelníky, hvězdice, růžice, maltézské čtverce, ale převládá schematizovaná býčí hlava, tzv. búkránium. Objevuje se bílý nátěr. Ve třetím stupni je malba polychronní, náměty jsou zcela geometrické, tvary nádob jsou elegantní, okraje mírně ven vyklenuté. Jde o mísy, poháry, talíře a bezuché amfory.

## Hospodářský život
Podle podobnosti kultur lze soudit, že lidé chaláfské kultury přišli z východní Malé Asie z oblasti údajně nejstarších měst světa Hacilar a Çatal Hüyük. Lidé zde pěstují len a obilí, bez letní pšenice, na konci období se objevuje šestiřadý ječmen. Chová se tur domácí, koza a snad i ovce. Rozvíjí se řemesla, pokrok dosáhlo tkaní lněných látek, v pozdějších fázích se rozvíjí i řezbářství a metalurgie. Jako symboly aktivní plodnosti jsou uctívána některá zvířata – divoký býk, zebu, vepř a holub, svědčí pro to množství sošek. Pasivní plodnost je zobrazována soškami žen. Sošky jsou většinou hliněné, jen vzácně kamenné.
Mrtví jsou v chaláfské kultuře pohřbíváni do země ve skrčené poloze zpravidla v domech, někdy je hrob vyzděn, jsou v něm milodary – nádoby, lampičky, u dětských hrobů hračky, u dospělých hliněné sošky.
Významný je dálkový obchod. Z dosti značné dálky se dováží obsidián a materiál na výrobu perel. Archeologové předpokládají, že obchodním centrem chaláfské kultury bylo Tilki-tepe u Vanského jezera. Chaláfská kultura zaznamenala stopy v Kilikii (Mersin) i na pobřeží Sýrie (Ras Šamra). Podle rozšíření chaláfského zboží můžeme říci, že tato kultura byla nejvýznamnější prehistorickou kulturou Přední Asie.